# Fronhausen
Fronhausen es un municipio situado en el distrito de Marburg-Biedenkopf, en el estado federado de Hesse (Alemania). Tiene una población estimada, a fines de 2021, de 4118 habitantes.
Está ubicado en al oeste del estado, muy cerca de la orilla del río Lahn, un afluente del Rin.